# Banco Económico
Banco Económico, es una banco, de origen boliviano, con énfasis en servicios bancarios y financieros con sede en Santa Cruz de la Sierra. Es propiedad del Grupo Kuljis, quien también es dueño de la cadena televisiva, Red Uno.

## Historia
El “Banco Económico” se origina en diciembre de 1989 cuando un grupo de empresarios de la región de Santa Cruz, vinculados principalmente a actividades productivas y de servicios, se reunieron para conformar un proyecto financiero de largo plazo para posteriormente expandirse al resto del país y al exterior. 
Se constituyó Banco Económico SA. el 16 de mayo de 1990 en la ciudad de Santa Cruz de la Sierra, iniciando operaciones el 7 de febrero de 1991.